# Feixisme italià

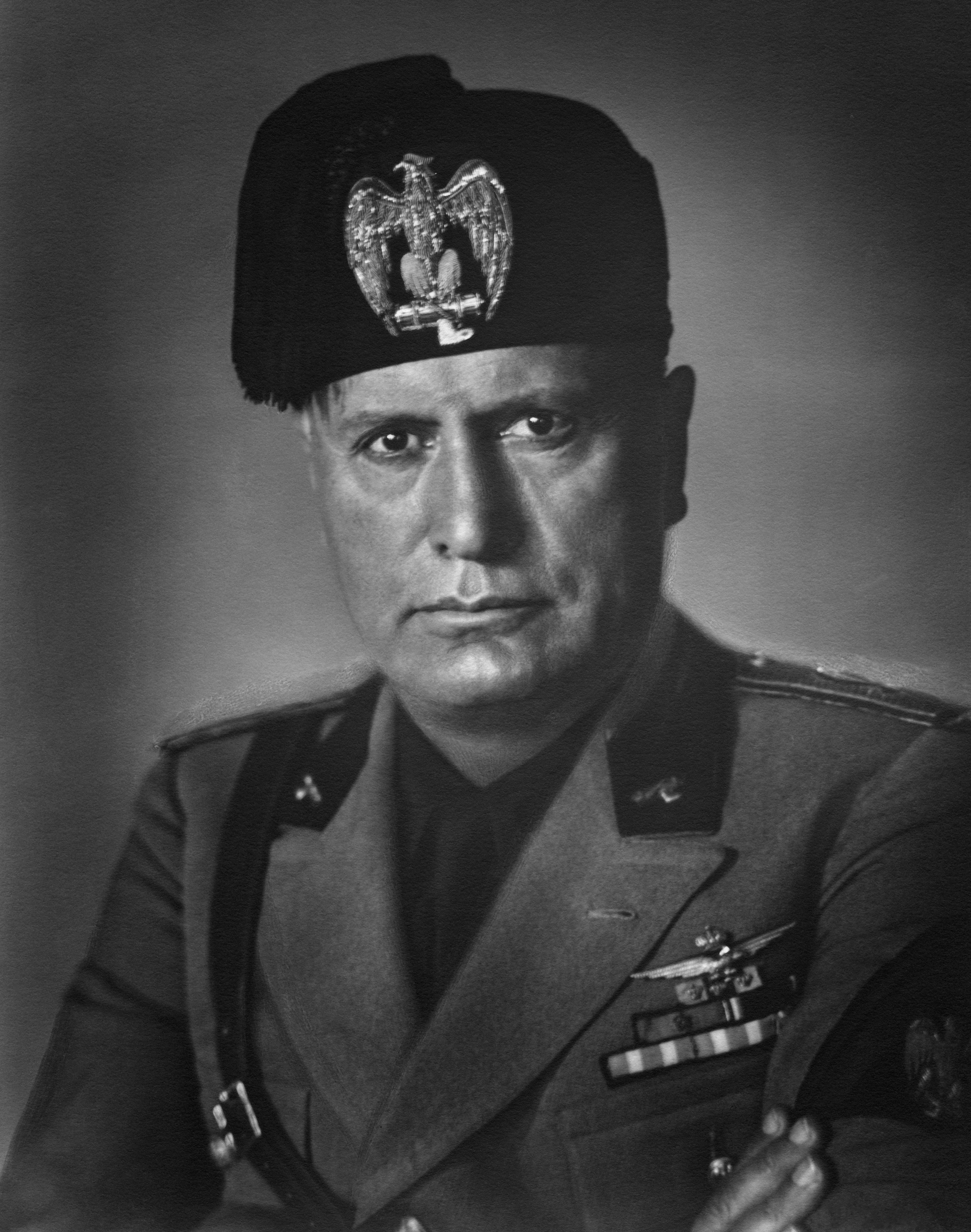
Mussolini, líder del feixisme.

El fasces romà era l'emblema del Partito Nazionale Fascista. En aquest emblema, sobre la bandera i amb les sigles.

El feixisme italià és una ideologia de caràcter dictatorial que es va desenvolupar a Itàlia després de la crisi social i econòmica, marcada per les minses compensacions aconseguides en finalitzar la Gran Guerra i la crisi econòmica de la Gran Depressió. Fou una de les respostes polítiques que es van donar a la crisi capitalista dels anys 30 del segle xx. A la fi del segle xix existien a Itàlia algunes organitzacions denominades fascio (traduïble per feix, significant la força de la unió), de la qual la més important era el Fasci Siciliani (fascio sicilià, 1895-1896).
No eren mostra d'una ideologia uniforme, encara que predominaven els components nacionalistes i revolucionaris. Sorgint del moviment obrer, dividit al començament de la Primera Guerra Mundial entre l'internacionalisme pacifista i el nacionalisme irredentista, es van crear l'1 d'octubre de 1914 els Fasci d'Azione rivoluzionaria internazionalista en reivindicació de l'entrada d'Itàlia en el conflicte en contra dels Imperis Centrals. Fusionat amb el Fasci autonomi d'azione rivoluzionaria es va redenominar com Fasci d'azione rivoluzionaria, ja dirigit per Benito Mussolini, i conegut com a Fascio de Milà. El 24 de gener de 1915 es va formar una organització nacional.
El 1919, acabada la guerra, les expectatives territorials van quedar frustrades pel Tractat de Saint-Germain-en-Laye (l'equivalent per a Àustria del Tractat de Versalles). El poeta Gabrielle D'Annunzio va dur a terme una aventura militar que va acabar en la creació de l'Estat lliure de Fiume i la redacció d'una constitució que pot entendre's com a precedent immediat del feixisme. Mentre, amb un país empobrit i un govern feble, Mussolini refundava l'organització de Milà amb el nom de Fasci italiani di combattimento (Feixistes italians de combat), que van començar a destacar per la seva lluita de carrer contra vaguistes, esquerrans i altres enemics polítics i socials. El temor davant d'una revolució similar a la russa de les classes mitjanes i l'alta burgesia italiana va veure en els feixistes de Mussolini la millor arma per desarticular els moviments obrers organitzats. Els seus partidaris es van anar enquadrant de manera paramilitar com Camises Negres. Entre els seus dirigents fundadors hi havia intel·lectuals nacionalistes, ex-oficials de l'exèrcit, membres del cos especial Arditi i joves terratinents que s'oposaven als sindicats d'obrers i camperols de l'entorn rural. El 7 d'abril de 1921 es convertirien en partit polític amb el nom de Partito Nazionale Fascista (Partit Nacional Feixista, PNF), caracteritzat per la seva oposició al liberalisme i al comunisme. El 1922, en la Marxa sobre Roma, Mussolini va obligar el rei d'Itàlia, Víctor Manuel III, a lliurar-li el poder, que va posseir amb el títol de Duce (cabdill, que ja havia usat D'Annunzio).
L'assassinat l'11 de juny de 1924 de Giacomo Matteotti, diputat socialista i principal veu crítica al Parlament després de les eleccions del 6 d'abril (guanyades amb pocs escrúpols pels feixistes, després d'una prèvia alteració de la llei electoral —Llei Acerbo—), va inaugurar un període de govern totalment aliè a les institucions parlamentàries, que no obstant això van continuar funcionant formalment, així com la figura del rei (que segons les seves pròpies paraules, va quedar conforme amb romandre sord i cec). La responsabilitat va ser cínicament assumida pel mateix Mussolini amb una figura retòrica que va ser molt imitada posteriorment:
| « | Es il feixisme è stato un'associazione a delinquere, io sono il capo di questa associazione a delinquere! (Si el feixisme ha estat una associació per delinquir, jo sóc el cap d'aquesta associació per delinquir!) Benito Mussolini, discurs davant del Parlament de 3 de gener de 1925. Una paràfrasi d'aquest discurs es va fer al parlament espanyol per José Calvo Sotelo (ell mateix després assassinat): si ser feixista és.... jo em declaro feixista. | » |

El 1928 es van prohibir tots els partits, excepte el PNF. L'estructuració doctrinal, que no havia estat considerada necessària, també va ser tardana. El 1927 es va promulgar la Carta del Lavoro (adaptada a Espanya com Fur del Treball). El 1932 es va publicar a l'Enciclopèdia Italiana l'article Feixisme, atribuït al mateix Mussolini encara que en realitat escrit per Giovanni Gentile. Editat separadament com La Doctrina del Feixisme (La Dottrina del Fascismo), va ser traduït a diversos idiomes. L'abril del 1940 (ja durant la Segona Guerra Mundial) es va pretendre destruir tots els exemplars, a conseqüència del canvi de postura del Duce sobre alguns punts del text.
La política econòmica tampoc va tenir una orientació clara, entre un inicial respecte pel lliure mercat i un clar dirigisme posterior. La política monetària de vegades només obeïa al prestigi de mantenir una lira forta. No obstant això, sempre va gaudir del suport de la poderosa patronal Confindustria, amb l'acord de la qual, sobretot a partir del Pacte Vidoni (2 d'octubre de 1925), es van establir els elements principals del règim corporatiu, molt restrictiu per a les activitats sindicals (il·legalització dels sindicats lliures, del dret de vaga, enquadrament obligatori dels treballadors en el moviment feixista -1926-). La mateixa Confindustria va arribar a estar dirigida pel destacat feixista Giuseppe Volpi en els últims anys del règim (de 1934 a 1943). Volpi, un fosc aventurer, va fer fortuna com a importador de tabac de Montenegro i es va instal·lar com a industrial en la naixent indústria de generació elèctrica (Società Adriatica di Elettricità). Es va adherir aviat al feixisme (1922) i va ser governador de Tripolitània. Els anteriors presidents havien estat destacats membres de la burgesia industrial italiana: Antonio Stefano Benni (1923–1934), de la naixent indústria electromecànica, que va destacar per la seva col·laboració amb la implantació del règim feixista, i Alberto Pirelli (1934), de la casa Pirelli.
Les dificultats econòmiques degudes a la Gran Depressió van empènyer al règim de Mussolini a l'expansió exterior, amb la invasió d'Etiòpia (1935) i la intervenció en la Guerra Civil Espanyola, amb ambicions de ressuscitar un imperi Mediterrani que tindria la seva continuació en la invasió d'Albània (1939), ja als inicis de la Segona Guerra Mundial. El seguidisme enfront de l'Alemanya nazi no podia ocultar-se, i fins i tot es van mimetitzar trets com el racisme (Manifesto della razza, Manifest de la raça, 14 de juliol de 1938). La invasió de Sicília i el sud d'Itàlia pels aliats van provocar la destitució del Duce pel Gran Consell Feixista (General Badoglio), encara que la intervenció alemanya el va rescatar per alguns mesos en què es va constituir una efímera República en el nord. La seva activitat legislativa, limitada als últims mesos de la guerra, va tenir un plantejament socioeconòmic teòric que s'ha denominat socialització feixista (Manifest o Carta de Verona de 14 de novembre de 1943).

## Característiques del feixisme italià
La Itàlia feixista exaltava la idea de nació enfront de la d'individu o classe; suprimia la discrepància política en benefici d'un partit únic i els localismes en benefici del centralisme. Utilitzava hàbilment els nous mitjans de comunicació i el carisma d'un líder, Benito Mussolini, en el qual es concentrava tot el poder. Aprofitava els sentiments de por i frustració col·lectiva per exacerbar-los mitjançant la violència, la repressió i la propaganda, i els desplaçaven contra un enemic comú, real o imaginari, interior o exterior, que actua de boc expiatori enfront del qual bolcar tota l'agressivitat de forma irracional, aconseguint la unitat i l'adhesió (voluntària o per la força) de la població. El feixisme és expansionista i militarista, utilitzant els mecanismes mobilitzadors de l'irredemptisme territorial i l'imperialisme que ja havien estat experimentats pel nacionalisme del segle xix.
El component social del feixisme pretén ser interclassista: nega l'existència dels interessos de classe i intenta suprimir la lluita de classes amb una política paternalista de sindicat vertical i únic en què treballadors i empresaris obeeixin les directrius superiors, com en un exèrcit, creant el corporativisme. El nacionalisme econòmic, amb autarquia i direcció centralitzada es van adaptar com en una economia de guerra a la conjuntura de sortida de la crisi de 1929.
No obstant això, no va haver-hi en el sistema feixista ni plans quinquennals a l'estil soviètic, ni qüestionament de la propietat privada ni alteracions radicals del sistema capitalista més enllà de la intervenció en el mercat, mantenint en la pràctica el sistema de producció capitalista encara que sota la direcció suprema de l'Estat; així i tot resultava evident que el feixisme procurava acontentar a totes les classes socials del capitalisme i va gaudir d'un suport interclassista encara que per motius molt diversos. Els fonaments teòrics del feixisme eren:
- La subordinació (Dependència) dels individus a l'Estat, que es va convertir en l'òrgan de control de tota la societat.
- L'existència d'una elit, competent i preparada i d'un líder carismàtic, capaç de crear una voluntat general a la qual les masses havien de sotmetre's.
- El rebuig de la tradició racionalista de la cultura occidental, i l'exaltació dels elements irracionals de la conducta i els sentiments, justificant la intolerància i al fanatisme.
- Mantenir una política expansionista, com a resposta a un nacionalisme radical que considerava l'adquisició de nous territoris com l'única forma d'enfortir a la nació.

## La crisi de la postguerra: 1919-1921
El 1919, Itàlia vivia una profunda crisi. La Primera Guerra Mundial no havia resolt els greus problemes estructurals com les profundes desigualtats entre el Nord i el Sud, l'escissió entre la societat i l'Estat o la política exterior amb poc pes en el continent europeu. La situació econòmica era precària, amb una acusada inflació en la qual la lira havia perdut fins al 80% del seu valor, el camp empobrit i la petita i mitjana empresa arruïnada per la concentració industrial.
La Gran Guerra, en la que Itàlia va participar a partir de 1915, va resultar particularment dura per al país. A l'immens esforç bèl·lic de lliurar la batalla en un front alpí, amb trinxeres a les muntanyes, costosíssimes fortificacions i difícils desplaçaments, s'hi afegien els generals incompetents i els milers de víctimes que el novembre de 1918 ja arribaven a la xifra de 600.000.
A més a més, la declaració de guerra als imperis centrals havia estat presa pel govern conservador en el poder al marge de la societat italiana en el seu conjunt, i fins i tot de bona part de les forces polítiques. Les promeses de grans compensacions fetes pels Aliats el 1915, només van ser satisfetes en part, creant entre molts italians la consciència d'haver aconseguit una "victòria mutilada". En aquest context, els governs liberals van haver d'enfrontar-se, amb poc èxit, a una agitació social -alimentada per l'atur- que es va traduir en vagues, ocupacions de grans propietats i creació de consells obrers de fàbriques a la manera soviètica (1919-1920).
Com a reacció, Benito Mussolini va crear el 1919 els Fasci di Combattimento, esquadres d'activistes que dos anys més tard es transformaran en el Partit Nacional Feixista. Al llarg de 1920, els feixistes es van enfrontar als socialistes i a les organitzacions obreres, especialment al camp i a les ciutats de províncies. Aplicaven una violència sense mesura i sistemàtica que es manifestava en expedicions de càstig contra sindicats, cooperatives i ajuntaments d'esquerres, vexacions, assassinats, contramanifestacions i trencavagues, venjances i pallisses. Al seu favor hi havia la tolerància o complicitat esporàdica de les forces de l'ordre públic; en contra, l'esquerra desunida i desconcertada davant la nova escalada d'enfrontaments.

## El feixisme a la conquesta del poder: 1922-1925

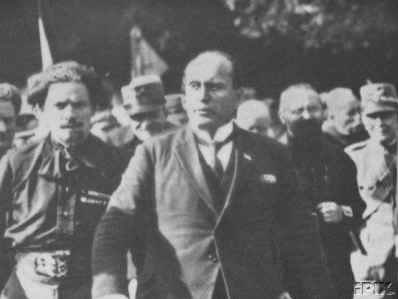
Mussolini junt al jerarca Italo Balbo i la seva milícia, les Camises negres feixistes.

Després d'aconseguir una certa base per al seu moviment, -fraccions de la petita i mitjana burgesia que temien la proletarització com a resultat de la crisi, jornalers en atur, estudiants-, i cada cop més recolzat per industrials i grans propietaris agrícoles, Mussolini va assaltar el poder polític aprofitant que la majoria dels italians havien perdut la confiança en un règim liberal inoperant i que els grups governants acceptaven Mussolini com a home d'ordre i l'única persona capaç de controlar la situació.

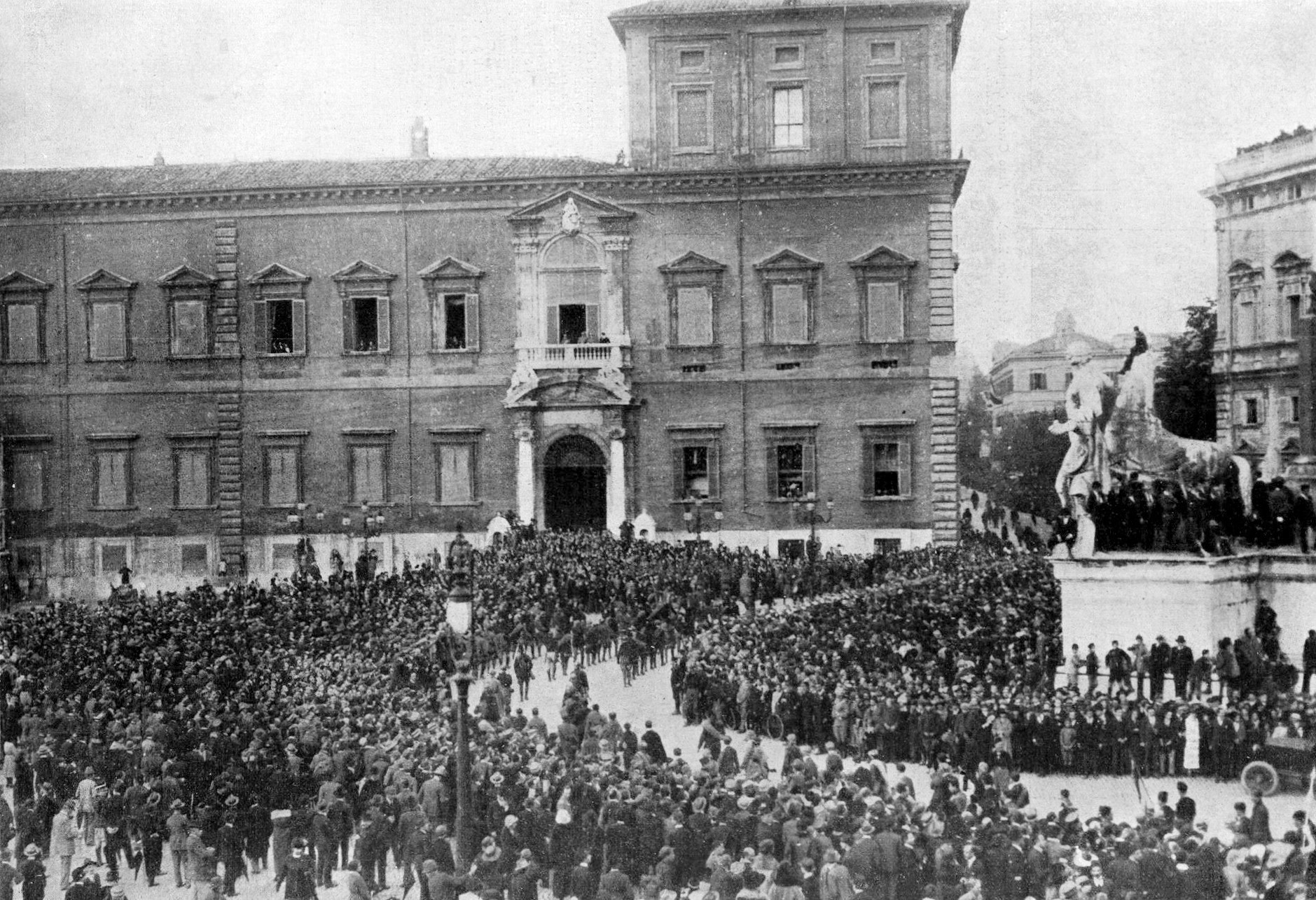
Desfilada feixista pel Quirinal

Formant part d'un bloc electoral amb els liberals, els feixistes van obtenir 35 escons al parlament en els comicis de 1921. Era encara una petita minoria parlamentària però l'octubre de 1922 van organitzar una demostració de força, la Marxa sobre Roma.
Amb aquest acte de força, Mussolini va obtenir la dimissió del govern i la seva designació com a primer ministre i ministre de l'Interior en un gabinet de coalició en el qual també entraven liberals, dos militars i integrants d'altres forces polítiques. Els feixistes estaven al poder, però encara dins del context d'un règim parlamentari. El camí cap a la dictadura encara trigaria dos anys a arribar.
Amb una política de respecte formal al parlamentarisme, simultaniejada amb la depuració de l'administració pública dels antifeixistes més notoris, Mussolini va reeixir fer créixer els efectius del Partit Nacional Feixista, tant en nombre (els sindicats feixistes comptaven amb més de 300.000 membres cap a la fi de l'any 1922), com en qualitat (oficials de l'Exèrcit, com el general Cadorna o intel·lectuals com Benedetto Croce, qui va simpatitzar amb els feixistes fins a 1924), arribant a legalitzar-se les bandes armades amb el nom de Milícia Voluntària per a la Seguretat Nacional.
Utilitzant els recursos caciquils instaurats durant dècades de governs liberals, recollint molts vots d'un sud que confiava en les reformes socials promeses, però també recorrent a la violència, els feixistes van obtenir el 66,3% dels vots en les eleccions de 1924, sobrepassant àmpliament els altres partits. Recolzat per un parlament dòcil, més encara quan després de l'assassinat del diputat socialista Giacomo Matteotti l'oposició va abandonar la cambra, Mussolini va poder completar la conquesta "legal" del poder.
Pel gener de 1925 va instaurar la dictadura. La Constitució va ser modificada, i a partir d'aquell moment el cap de govern va quedar lliure de responsabilitat parlamentària, mantenint la iniciativa de la presentació de lleis i la seva aplicació. Al llarg de tot aquell any i del següent, va arribar una nova onada de violència contra l'oposició, censura de premsa, i dissolució dels partits polítics. El 1928, finalment, es va suprimir el sufragi universal i es va crear una legislació electoral favorable al partit únic. El feixisme tenia a Itàlia les mans lliures per construir el seu propi Estat.

## L'Estat feixista, 1926-1939
Establert plenament al poder, el feixisme va comptar amb el suport més o menys implícit de tres institucions fonamentals a Itàlia: la Monarquia, l'Exèrcit i l'Església. La signatura, el 1929, dels Pactes del Laterà, acord entre l'Estat italià i el Vaticà, va cicatritzar les diferències que el procés d'unificació d'Itàlia havia obert entre tots dos estats.
El conservadorisme d'aquests estaments va donar estabilitat al règim i alhora va dificultar la possibilitat d'una evolució política tan radical com la de l'Alemanya nazi. A més, el règim va depurar els elements més radicals del Partit Nacional Feixista, que eren una amenaça a l'estabilitat i respectabilitat d'un règim recolzat per les classes mitjanes.
D'altra banda, el Partit Nacional Feixista va anar abandonant progressivament tota pretensió de reforma social, i renunciant a l'elitisme, per acabar obrint les seves portes a tots aquells que ho desitgessin, incloent l'adscripció obligatòria dels funcionaris. El projecte de construir un estat que a través del corporativisme superés l'estructura de classes socials també va recaure en el pur teoricisme a mitjans dels anys trenta.
Una política econòmica de grans obres públiques va contribuir a augmentar el prestigi del règim a Itàlia i a l'estranger. Les primeres autopistes construïdes a Europa, el desenvolupament de l'energia hidroelèctrica i de la indústria de l'automòbil, el dessecament de terres insalubres o la Batalla del Blat, van caracteritzar aquesta època en la qual l'Estat, abans de la crisi de 1929, es constituí en el primer motor de l'economia nacional.
Amb la Gran Depressió, l'atur va créixer de nou fins a comptabilitzar-se més d'1.200.000 aturats i el dèficit públic es va disparar. Tanmateix el recurs al nacionalisme imperialista va aconseguir canalitzar el descontentament cap a l'aventura exterior. Va ser en aquell moment (1934) quan l'Estat feixista va obtenir els seus èxits més sonats i la seva aliança va ser simultàniament buscada per les democràcies occidentals i l'Alemanya nazi.
La conquesta d'un Imperi que proporcionés a Itàlia les matèries de les quals mancava i un destí per als excedents de població, es va concretar en la fàcil agressió a Etiòpia (1935).
La condemna de la Societat de Nacions va reagrupar la majoria dels italians a l'entorn de Mussolini, amb l'Església Catòlica Romana al capdavant. Les debilitats d'aquesta situació només es va manifestar obertament quan, arrossegada per la seva necessitat de continuar una expansió que amagués els seus desequilibris interiors, Itàlia va entrar a la Segona Guerra Mundial.

## El naixement de la Itàlia feixista

### La crisi italiana de postguerra
En acabar la Primera Guerra Mundial al novembre de 1918, el Regne d'Itàlia es trobava en el grup dels països vencedors, en aliar-se des de 1915 amb la Triple Entesa en contra de les Potències Centrals. Un element que va influir de forma decisiva entre els polítics italians per intervenir en la contesa va ser l'oferta de França i el Regne Unit de Gran Bretanya i Irlanda per atorgar a Itàlia territoris que serien desmembrats de l'Imperi Austrohongarès o de l'Imperi Otomà, la qual cosa va ser emprat en la propaganda bel·licista per sostenir al suport a la guerra entre les masses del proletariat italià. No obstant això, la campanya bèl·lica va ser difícil i només en els últims mesos del conflicte les forces italianes van obtenir un triomf decisiu sobre l'Imperi Austrohongarès en la Batalla de Vittorio Veneto. D'aquesta forma, en iniciar-se la conferència de pau de Versalles el 1919 el govern italià, presidit per Vittorio Emanuele Orlando, no va aconseguir que els seus antics aliats respectessin el seu acord i atorguessin a Itàlia els territoris oferts, al·legant la menor força econòmica i militar d'Itàlia en relació als altres vencedors.
La propaganda nacionalista italiana després del Tractat de Versalles va assenyalar que el triomf en la Primera Guerra Mundial va ser una «victòria mutilada» en declarar que francesos i britànics van enganyar al poble italià, ja que van oferir beneficis territorials i després no van complir la seva paraula per complet. Entre les capes socials més descontentes i influenciables per aquestes declaracions van emergir les organitzacions d'excombatents, i en particular d'exarditi (tropes selectes d'assalt), víctimes de la frustració generalitzada però també del ressentiment provocat per haver obtingut escàs reconeixement als sacrificis i la valentia demostrats en els durs anys de combat.

### Els veterans de guerra i elsfascios
En aquest context, el 21 de març de 1919 un exsocialista que havia servit en el front de guerra anomenat Benito Mussolini, va fundar a Milà el primer Fasci di combattimento (en català: Fasci de combat), adoptant per al seu moviment polític símbols que fins llavors havien distingit als arditi, com les camises negres i la calavera. Els Fasci di combattimento serien així el nucli del futur Partit Nacional Feixista. El mateix dia de la seva fundació va ser aprovat el seu pla polític, el Programa de Sansepolcro, anomenat així per la plaça de Milà on es van fundar els fascios.
El nou moviment va expressar la voluntat de «transformar, amb mètodes revolucionaris si és necessari, la vida italiana», autodefinint-se «partit de l'ordre» i aconseguint d'aquesta manera guanyar-se la confiança de les capes de població més adinerades i conservadores, contràries a qualsevol agitació i reivindicació sindical o de la classe obrera, amb l'esperança que la força de xoc dels "fascios de combat" s'oposés favorablement a les revoltes promogudes per socialistes i catòlics populars. El Programa de Sansepolcro va ser difós al juny de 1919 mitjançant el periòdic dels fascios, l'antic periòdic prosocialista fundat per Mussolini el 1915 i anomenat Il Popolo d'Itàlia.
Al nounat moviment li faltava, no obstant això, inicialment una base ideològica ben definida, i el mateix Mussolini no s'havia decantat per una ideologia concreta, sinó simplement contra totes les altres. Segons la seva intenció, el feixisme hauria hagut de representar una «tercera posició», basada en el nacionalisme extrem, el culte a la violència, el menyspreu cap a la burgesia i l'oposició frontal al marxisme, tant en la seva variant socialista com en la comunista. Per a això Mussolini va usar teories filosòfiques de Charles Maurras, Friedrich Nietzsche, Giovanni Gentile, entre d'altres, barrejant idees i conceptes.

### Els anys de l'Esquadrisme (Squadrismo)

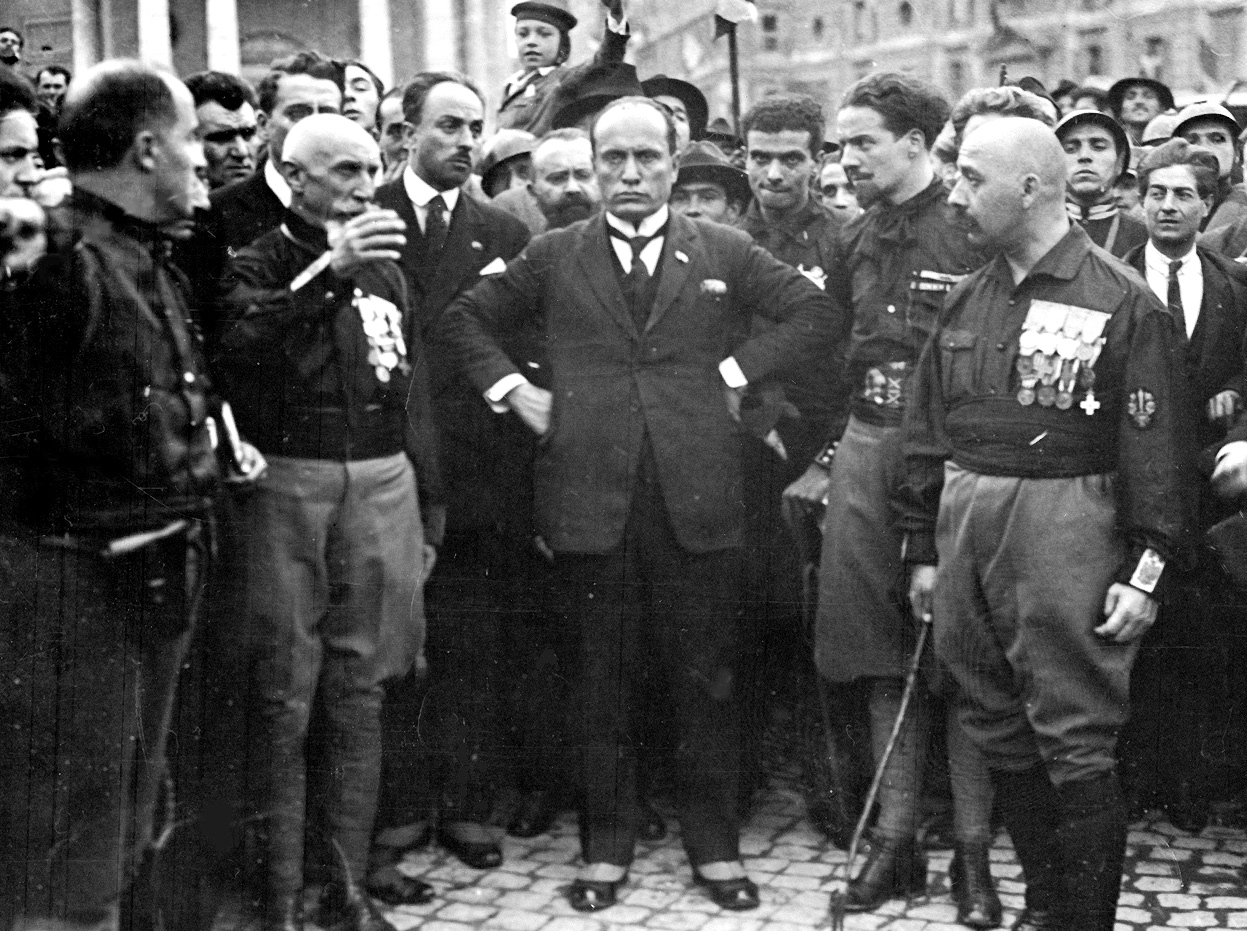
Mussolini i camises negres, en la "marxa sobre Roma, octubre de 1922.

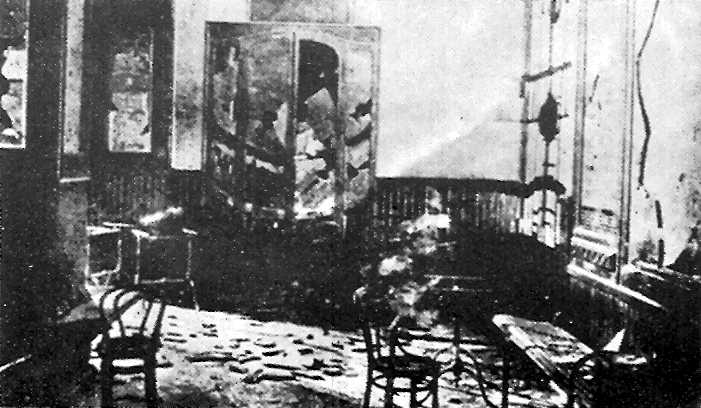
La "Càmera del Treball" de Torí, oficina socialista incendiada per camises negres, 19 de desembre de 1922

En el moviment, a més de voluntaris comuns, van contribuir els futuristes i nacionalistes excombatents, molt desencantats de la democràcia i del liberalisme polític, a més d'hostils als socialistes que des de 1915 s'havien oposat a la participació d'Itàlia en la guerra i ara atacaven en els seus escrits als veterans de guerra. Amb prou feines 20 dies després de la fundació del feixisme, les novençanes "escaires d'acció" van assaltar la seu del periòdic socialista Avanti! i van destruir les seves oficines, l'estendard del periòdic va ser portat davant Mussolini el qual ho va conservar com a trofeu. Uns mesos després, les esquadres feixistes es van difondre en tot Itàlia convertint el moviment en una força paramilitar.
Per un període de dos anys Itàlia va ser envaïda de nord a sud per la violència dels moviments polítics revolucionaris socialistes que davant el descontentament popular sorgit de la "victòria mutilada" plantejaven prendre el poder mitjançant una revolució. No obstant això, els socialistes italians estaven enfrontats als comunistas locals, que seguien la inspiració bolxevic i pretenien tan sols una "acumulació de forces" sense passar a la revolta armada (la qual ja havia fracassat en altres països, com va succeir amb l'Aixecament Espartaquista en Alemanya).
A aquests dos grups s'enfrontaven ara els feixistes, protagonitzant lluites de carrer, saqueigs, vandalisme, i destrucció mútua de propietats, mentre els governs conservadors de Giovanni Giolitti i Ivanoe Bonomi eren incapaços de reaccionar tant a les vagues socialistes com a l'ocupació de les fàbriques per part dels bolxevics.
Mentrestant, el 19 de setembre de 1919, el poeta Gabriele d'Annunzio liderava un contingent de veterans de guerra que prenia per assalt la ciutat de Fiume, creant l'Estat Lliure de Fiume en el Adriatico (avui Rijeka, en Croàcia), localitat de població majorment italiana però que havia pertangut a Àustria fins a 1918. Allí D'Annunzio va instal·lar per la força un govern revolucionari amb l'objectiu d'afirmar la "italianidad" (l'italianità) de la ciutat. Aquesta acció va servir d'exemple per al moviment feixista que immediatament va simpatitzar amb el D'Annunzio, encara que Mussolini no volia oferir cap mena de suport material a la causa d'aquest.
L'acció feixista es trobava lligada a petites accions demostratives i de resistència a les provocacions dels socialistes locals i molt ràpid va començar a actuar amb una violència inusitada per ordre mateixa dels seus caps, això va fer que tinguessin superioritat en les disputes amb els socialistes, superiors en nombres, però dividits quant a l'ús de la violència, davant la qual els feixistes no retrocedien (inclusivament Mussolini criticava als feixistes moderats que "temien la violència i la força").
La campanya feixista que tenia com a objectiu la destrucció dels centres de reunió bolxevic i d'intimidació dels membres del PSI - al costat de la politica sotterranea de violència dirigida per Mussolini - van portar al socialisme massimalista a una crisi. Per tant, mentre en gener de 1921 el Partit Socialista Italià va sofrir una greu escissió donant vida al Partit Comunista Italià, el 12 de novembre de 1921 es va crear el Partit Nacional Feixista (PNF), transformant als fasciso de combat en un partit polític i acceptant (almenys formalment) els compromisos legals i constitucionals. En aquell període el PNF va aconseguir 300.000 allistats, a més de tenir un fort recolzo en Emilia-Romagna, Lombardía, i Toscana. En aquestes regions les esquadres feixistes tenien com a objectiu atacar els socialistes i als sindicats, intimidant-los amb la pràctica de brutals golpizas o cometent homicidis que quedaven gairebé sempre impunes. Amb aquest ambient de violència, en les votacions del 15 de maig de 1921 els feixistes van obtenir 45 llocs al parlament.
La popularitat del partit va créixer encara més quan els sindicats afins al Partit Socialista Italià van proclamar per a l'1 d'agost de 1922 una vaga general en tot Itàlia: els militants feixistes per ordre de Mussolini substituyeron als vaguistes i van aconseguir fer fallar la protesta, en una demostració de força que va impressionar als capdavanteres patronals d'Itàlia i els va fer veure la conveniència d'aliar-se al feixisme per tancar el pas a una revolta esquerrana.
A l'agost d'aquest mateix any els socialistes de Parma, amb seu en la caserna de Oltretorrente, organitzat pels socialistes Arditi del Popolo i dirigits per Guido Picelli i Antonio Cieri, van aconseguir resistir als atacs de les esquadres feixistes, comandades per Italo Balbo, que els van agredir amb armes de foc.
Els governs liberals i conservadors refusaven una aliança amb els socialistes però també amb el recentment creat Partito Popolare, al qual titllaven de clerical, mentre que els liberals i conservadors requerien mantenir el laïcisme que havia caracteritzat els polítics italians des de 1870. L'amenaça del feixisme va fer fallida tots els càlculs polítics anteriors, perquè els successius governs de Bonomi i Facta refusaven un enfrontament amb els camises negres. Tement que els feixistes causessin una guerra civil, Luigi Facta va tractar de realitzar una manifestació patriòtica el 4 de novembre de 1922 per festejar el triomf italià en la Gran Guerra amb ajuda de l'ultranacionalista Gabriele D'Annunzio, per la qual cosa Mussolini va decidir forçar una presa del poder.

### La Marxa sobre Roma
Mussolini va ordenar a mitjan octubre de 1922 que tots els militants del Partit Nacional Feixista exercissin tota la violència possible en tot el país la qual cosa van aconseguir davant la passivitat de l'exèrcit i la policia. Després, masses de feixistas es van llançar a carreteres i trens per dirigir-se a Roma i prendre el poder per al seu líder. Armats amb prou feines amb algunes pistoles, maces d'acer i armes casolanes, els camises negres van acudir per milers a la capital italiana des del 22 d'octubre, amenaçant de provocar una guerra civil si les autoritats els tancaven el pas.
El dia 25 d'octubre, una gran massa de milers de camises negres havia arribat als afores de Roma i el seu nombre va augmentar aviat, per la qual cosa el primer ministre Luigi Facta va demanar declarar estat de lloc i detenir als feixistes amb tropes del Regi Esercito. El rei Víctor Manuel III va rebutjar signar l'ordre per evitar "una batalla entre italians" a gran escala, i més aviat va decidir cridar al poder a Mussolini per "neutralitzar-ho" més endavant. Però Mussolini va exigir a Facta la prefectura del govern i el rei Víctor Manuel va accedir a això: el 29 d'octubre Mussolini va rebre el càrrec de primer ministre. Viatjant des de Milà amb tren, Mussolini va formar govern a Roma el dia 30 d'octubre

## Església catòlica i feixisme

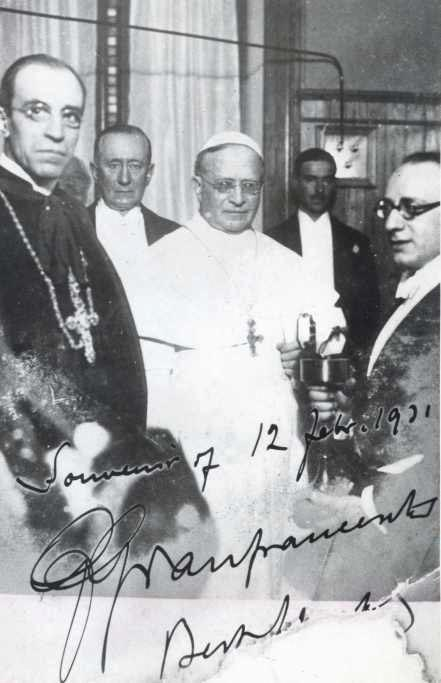
Pius XI i el llavors cardenal Pacelli (futur Pius XII) inaugurant Ràdio Vaticana el 1931.

El paper de l'Església catòlica és molt controvertit al respecte. La intervenció dels catòlics en política havia donat origen a partits confessionals catòlics com el Zentrum (Partit del Centre o Centre Catòlic de Heinrich Brüning a Alemanya, amb especial presència a Baviera, on va tenir una escissió, el Bayerische VolksPartei (Partit Popular de Baviera), i el Partito Popolare Italiano (Partit Popular Italià de Luigi Sturzo i Alcide De Gasperi); ambdós reprimits per nazis i feixistes respectivament. A Itàlia, el Vaticà va promoure la substitució de la militància en el prohibit Partito Popolare per la d'Acció Catòlica, la finalitat política era més discreta. Més endavant, el desig de Mussolini de prohibir aquesta va ser frustrat per l'encíclica papal Non Abbiamo bisogno (No tenim necessitat, 1931).
El mateix papa, Pius XI, que havia condemnat l'agnosticisme de Maurras (1926), i fins i tot excomunicat als membres d'Action Française (1927), va tenir però una relació pública amb Mussolini que podia veure's com càlida (Pactes de Laterà, qualificació d'home enviat a nosaltres per la Providència, petició de vot als feixistes a les eleccions de 1929), alhora que condemnava a l'encíclica Dilectissima nobis el laïcisme agressiu de la Segona República Espanyola; encara que s'ha arribat a trobar un apunt seu en un diari secret descrivint la seva oposició íntima al nazisme i al feixisme.
Pius XII sempre s'ha vist com un personatge més tebi, menys expansiu i més contemporitzador. Especialment les seves relacions amb Alemanya (que coneixia bé per haver estat allà nunci apostòlic) s'han arribat a qualificar de complicitat, especialment per no condemnar de manera clara el règim nazi i la persecució dels jueus des d'un primer moment. No obstant això, l'encíclica Mit brennender Sorge (Amb viva preocupació, de 14 de març de 1937), que va redactar per Pius XI sent encara només el Cardenal Pacelli, i que es va llegir a les 11.000 esglésies catòliques alemanyes, conté una al·lusió en termes genèrics a qüestions que poden interpretar-se com al·lusions al feixisme, nazisme o totalitarisme equiparant-los amb la idolatria:
| « | Tot el que prengui la raça, o el poble, o l'Estat, o una manera determinada de l'Estat, o els representants del poder estatal o altres elements fonamentals de la societat humana […] i les divinitats amb culte idolatrada, perverteix i falsifica l'ordre creat i imposat per Déu. | » |

La identificació de Pius XII i l'església catòlica espanyola (sotmesa a una violentíssima repressió que es va arribar a qualificar de persecució religiosa) amb el bàndol revoltat a la Guerra Civil Espanyola (qualificada de Croada) i el règim franquista posterior va ser explícit (Carta col·lectiva dels bisbes espanyols (1937), Concordat espanyol de 1953), arribant a encunyar el terme nacionalcatolicisme per definir un dels seus trets ideològics i una de les principals famílies que li sustentaven. També es va aixecar l'excomunió a Action Française (1939). Mentrestant, importants intel·lectuals francesos catòlics anteriorment propers a aquest moviment, com Georges Bernanos i Jacques Maritain, s'havien distanciat d'ell i van passar a oposar-se al feixisme.
La postura del Vaticà a la Segona Guerra Mundial va començar per una feble condemna de la invasió de Polònia (país fortament catòlic) que els aliats van considerar massa cautelosa. El manteniment d'una postura neutral i els intents de mediació van ser interpretats com un suport ocult a Alemanya, en marginar a ells als Estats Units i la Unió Soviètica. De fet, des del Vaticà s'atribueix a la propaganda soviètica el manteniment d'aquesta acusació.
També ha causat alguns problemes amb les relacions entre el Vaticà i l'estat d'Israel.
Després de la derrota de les potències de l'Eix a la Segona Guerra Mundial, molts criminals de guerra van fugir a Suïssa i a l'Argentina amb l'ajuda de religiosos catòlics (alguns amb passaports del Vaticà i disfressats de sacerdots)., essent el Vaticà un escenari destacat de les anomenades ratlines. Com també l'església catòlica va ajudar a jueus, i a persones de totes les nacionalitats van rebre salvaconductes, s'especula que el Vaticà tingués algun coneixement respecte a la situació de les minories religioses i ètniques dins d'Alemanya i d'Itàlia abans del final de la guerra, a diferència d'altres governs aliats. Tal situació s'ha considerat en alguns casos com a exemple d'una actitud de l'Església compromesa amb els perseguits; en altres casos s'ha criticat que, tenint notícia de les atrocitats que es cometien, no condemnés expressament els règims nazi i feixista durant la guerra. També s'ha investigat la relació de monestirs i altres institucions catòliques amb el treball esclau al qual es va sotmetre a diferents col·lectius.
El 1998 el papa Joan Pau II va realitzar una autocrítica de la postura del Vaticà davant l'Holocaust, demanant perdó, encara que va defensar Pius XII, el procés de beatificació va iniciar al mateix temps.